# Rämistrasse
Die Rämistrasse ist eine 1311 Meter lange Strasse am südöstlichen Rand der Altstadt von Zürich. Die Strasse gehört zur Hauptausfallachse vom Bellevueplatz in Richtung Winterthur.

## Name
«Rämi» ist die Bezeichnung eines Flurnamens, der sich von einem Grundeigentümer namens Remigius herleitet. 1289 wird in einer Urkunde der Weinberg des Remi (Vinea Remis) erwähnt.

## Verlauf

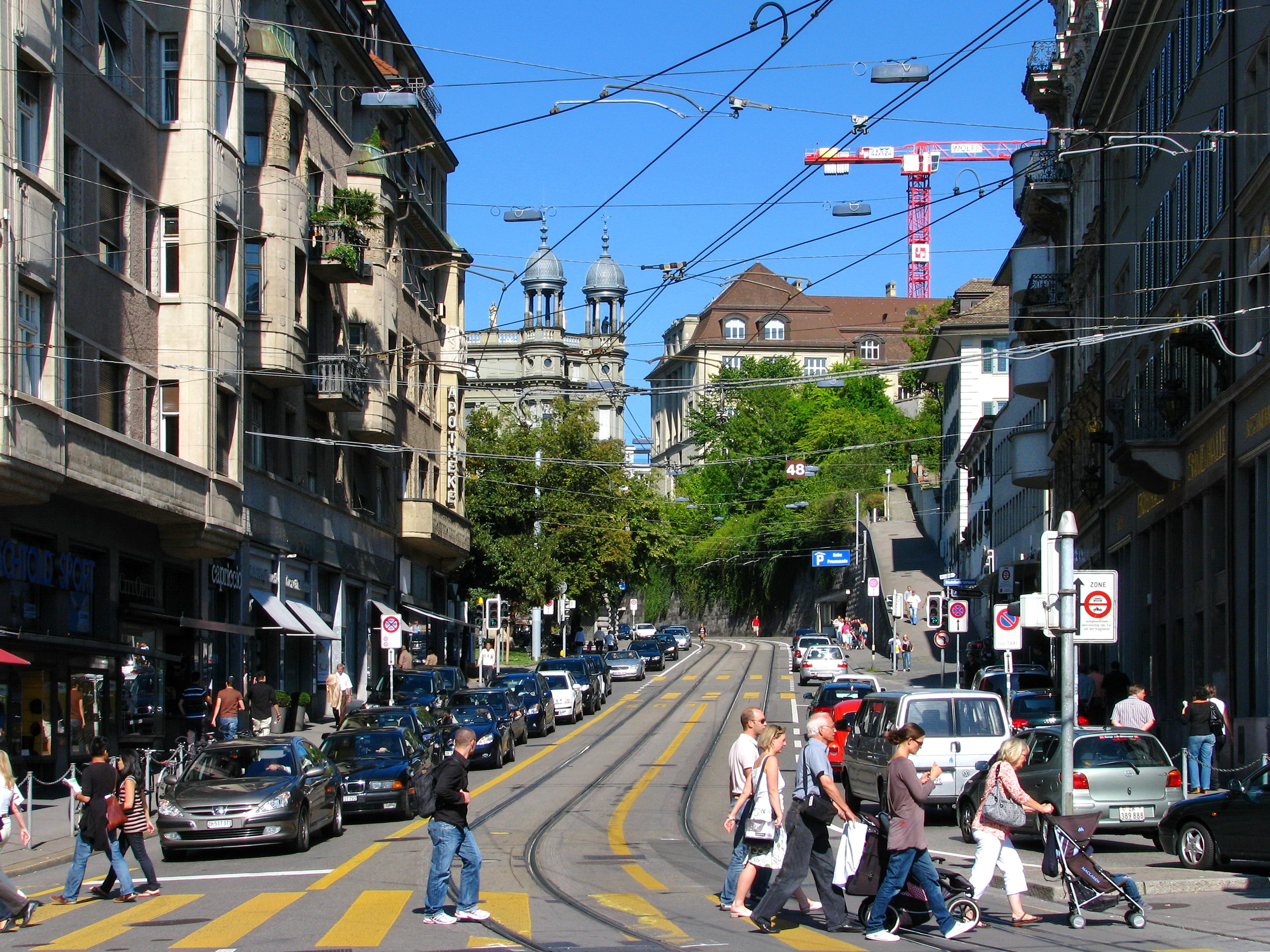
Unterster Teil der Rämistrasse: Blick vom Bellevue zur Hohen Promenade

Die Rämistrasse führt vom Zürichsee leicht ansteigend zum Hochschulquartier im unteren Bereich des Zürichbergs. Auf den ersten 500 Metern verbindet sie Bellevue und Heimplatz, meist Pfauen genannt. Im oberen Bereich dieses Abschnitts, nach der Abzweigung des Hirschengrabens, verläuft sie in einem Durchbruch der Hohen Promenade. Südseitig ist im Hügel das Parkhaus Hohe Promenade untergebracht, in das auch eine die Rämistrasse querende Brücke führt.
Ab dem Heimplatz folgt die Strasse der Quartiergrenze zwischen Altstadt und Hottingen bis zur Zürichbergstrasse. In diesem Bereich macht sie einen Bogen nach Norden, neben einer leichten Kurve im unteren Teil die einzige Richtungsänderung im Strassenverlauf. In der Folge bildet sie die Grenze zwischen Altstadt und Fluntern.
Nach der Kreuzung mit der Tannenstrasse wechselt die Strassenachse ihren Namen und heisst fortan Universitätstrasse.

## Geschichte
Die Strasse wurde 1836 angelegt nach der Beseitigung des Rämibollwerks der Stadtbefestigung. Der Name des Bollwerks stammt von einer Flurbezeichnung, die sich auf einen Grundeigentümer Remi (Remigius) zurückführen lässt. Die Bastion reichte ungefähr vom Heimplatz bis zu den Hochschulen, ihre Mitte lag bei der Alten Kantonsschule. Die Bezeichnung Rämistrasse wurde wahrscheinlich erstmals 1865 verwendet.
Als Verlängerung der Oberen Strasse, die Zürich mit Winterthur verband, und den durch die Beseitigung der Stadtbefestigung gewonnenen Platz nutzend, führte die neue Rämistrasse weniger steil von den Anhöhen des Zürichbergs zur Stadt hinunter. Oberstrass, Fluntern und Hottingen waren damals noch eigenständige Gemeinden.
Unterhalb des Rämibollwerks führte neben dem Wolfbach die Hottinger-Pforte durch die Stadtbefestigung. Zwischen Wolfbach und dem See erhob sich der Moränenhügel der Hohen Promenade. Zwischen diesem und der Winkelwiese bestand bereits ein Einschnitt: der Stadtgraben der Zweiten Stadtbefestigung (Oberer Hirschengraben), der ab 1784 zur Fahrstrasse in Richtung See ausgebaut worden war. Im unteren Verlauf fand diese Route beim Oberdorftor in der Schmidtengasse ihre Fortsetzung. Der Durchstich durch den Promenadenhügel zwischen Hirschengraben und Wolfbach erfolgte nach 1830. Der Platz zwischen der Oberdorfstrasse und der Waldmannstrasse war der frühere Kartoffelmarkt. Die Bezeichnung wird heute noch verwendet, ist aber kein offizieller Strassennamen der Stadt.
Die Rämistrasse zwischen Wolfbach und Zürichsee nutzte den neuen Einschnitt und führte dann über den letzten Teil des Oberen Hirschengrabens, den Kartolffelmarkt und die Schmidtengasse.
Nach der Schleifung der Bollwerke entwickelte sich auch der Uferbereich am Zürichsee, es entstand erst ein Hafen, dann der Salzhausplatz und das Bellevue-Hotel, später der Bellevue-Platz, der sich nach dem Bau der Quaibrücke im Jahr 1873 zu einem der wichtigsten Verkehrsknotenpunkte der Stadt entwickelte. 
Die Parkanlage am Wolfbach mit Bassin wurde auch für einen städtischen Platz aufgegeben und Ende der 1880er Jahre in einen Platz umgewandelt, den heutigen Heimplatz. Gegen Ende des 19. Jahrhunderts entstanden entlang des unteren Bereichs der Strasse und um den Heimplatz mehr und mehr hohe städtische Häuser.

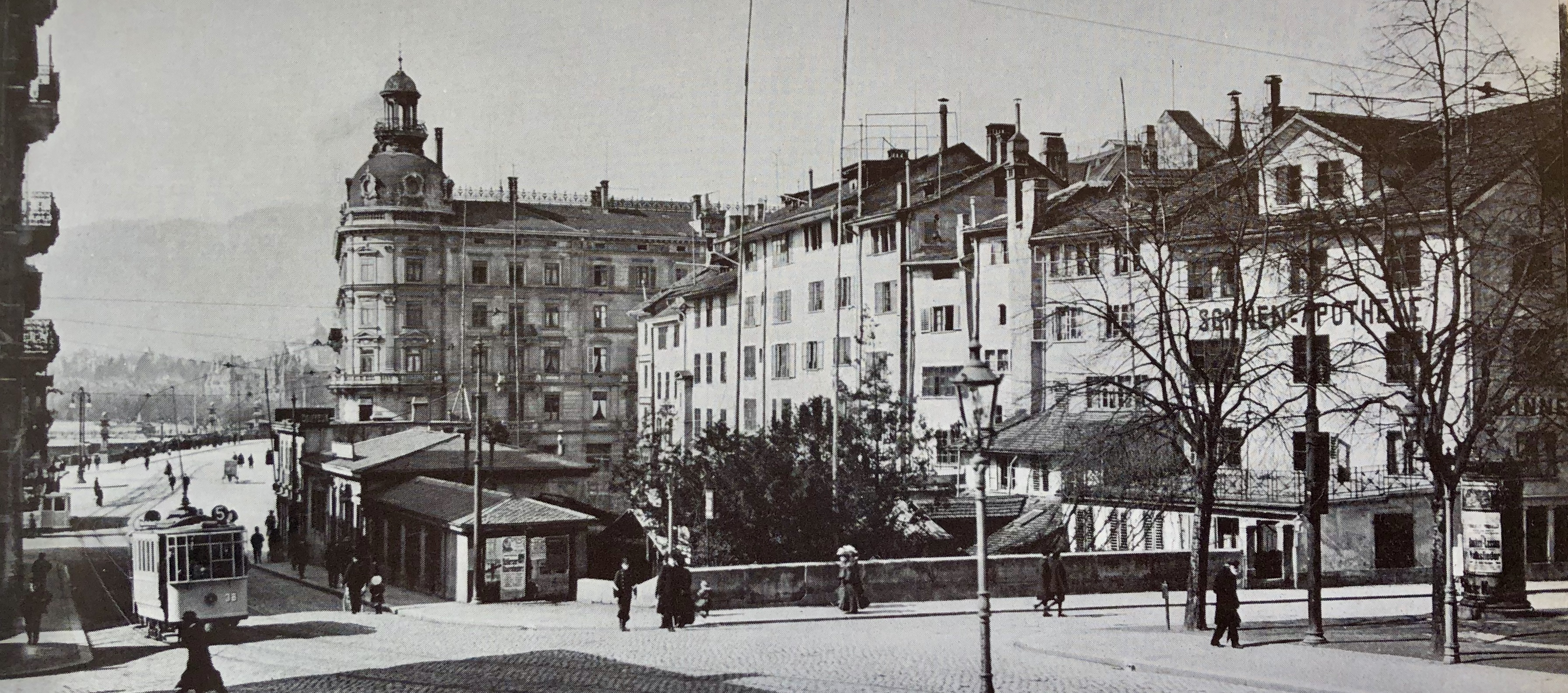
Um 1900, Blick nach Westen gegen das Bellevue. Von den Denzlerhäusern an der Torgasse stehen erst die Baugespanne.
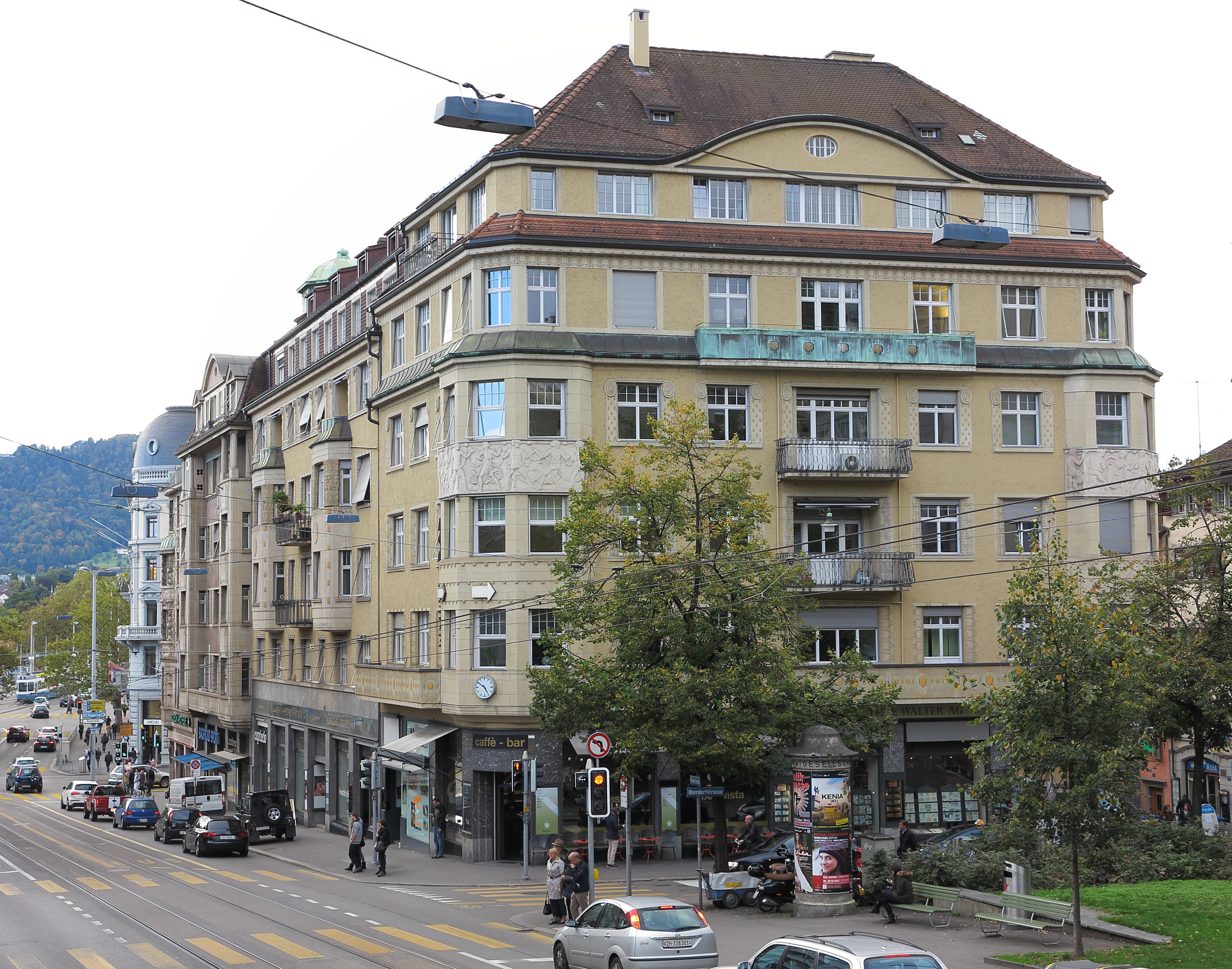
Vergleichbare Situation 2013
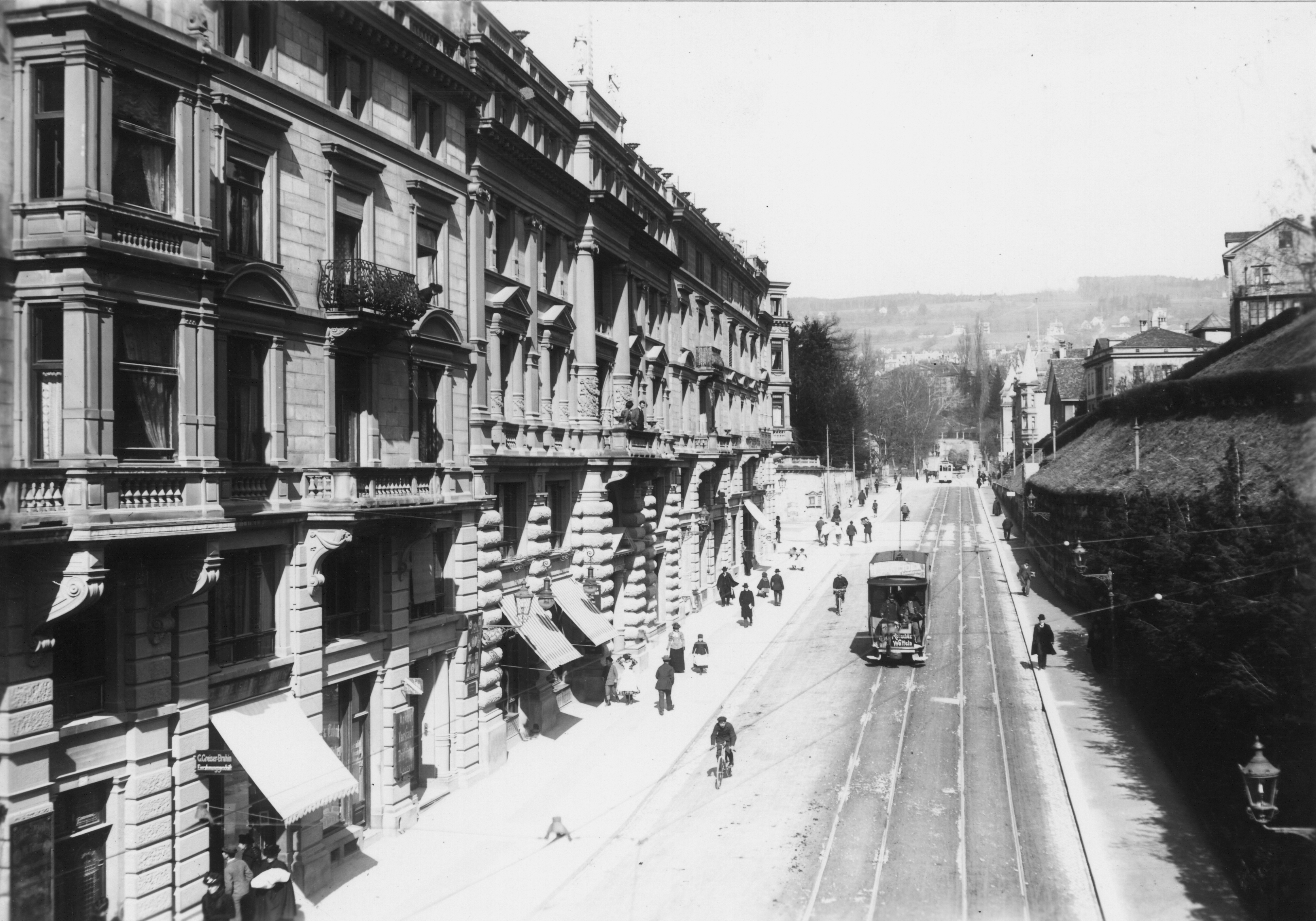
Rämistrasse 1902, Blick zum Heimplatz
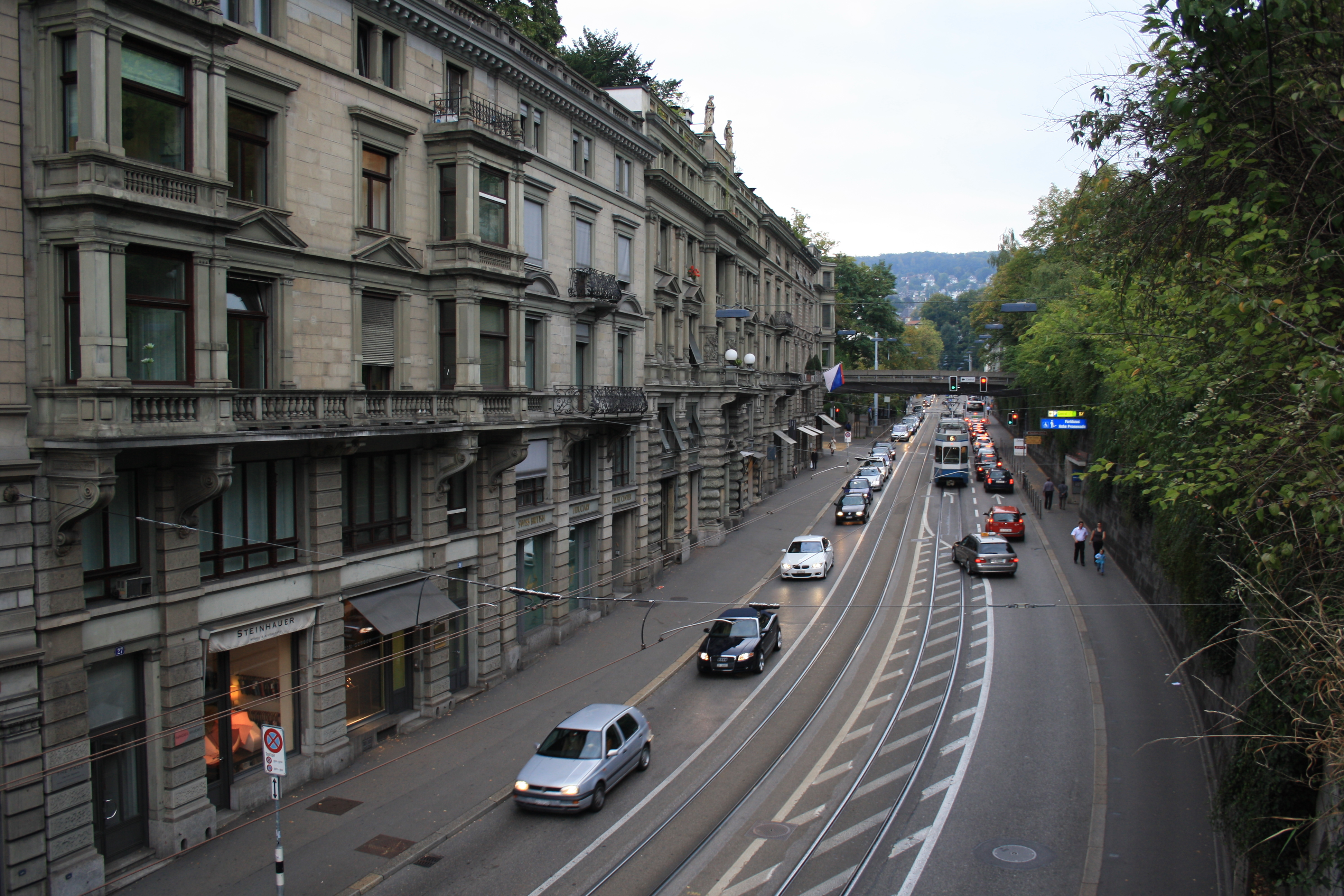
Gleiche Stelle 2009
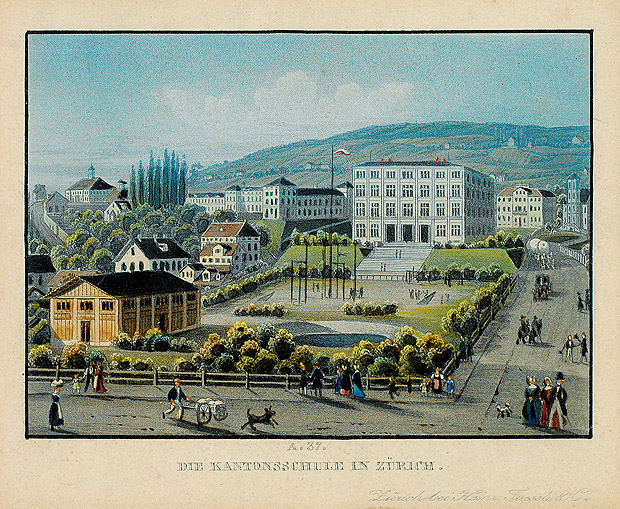
Alte Kantonsschule an der Rämistrasse (rechts) mit Wolfbachbassin unterhalb des Turnplatzes

## Bebauung

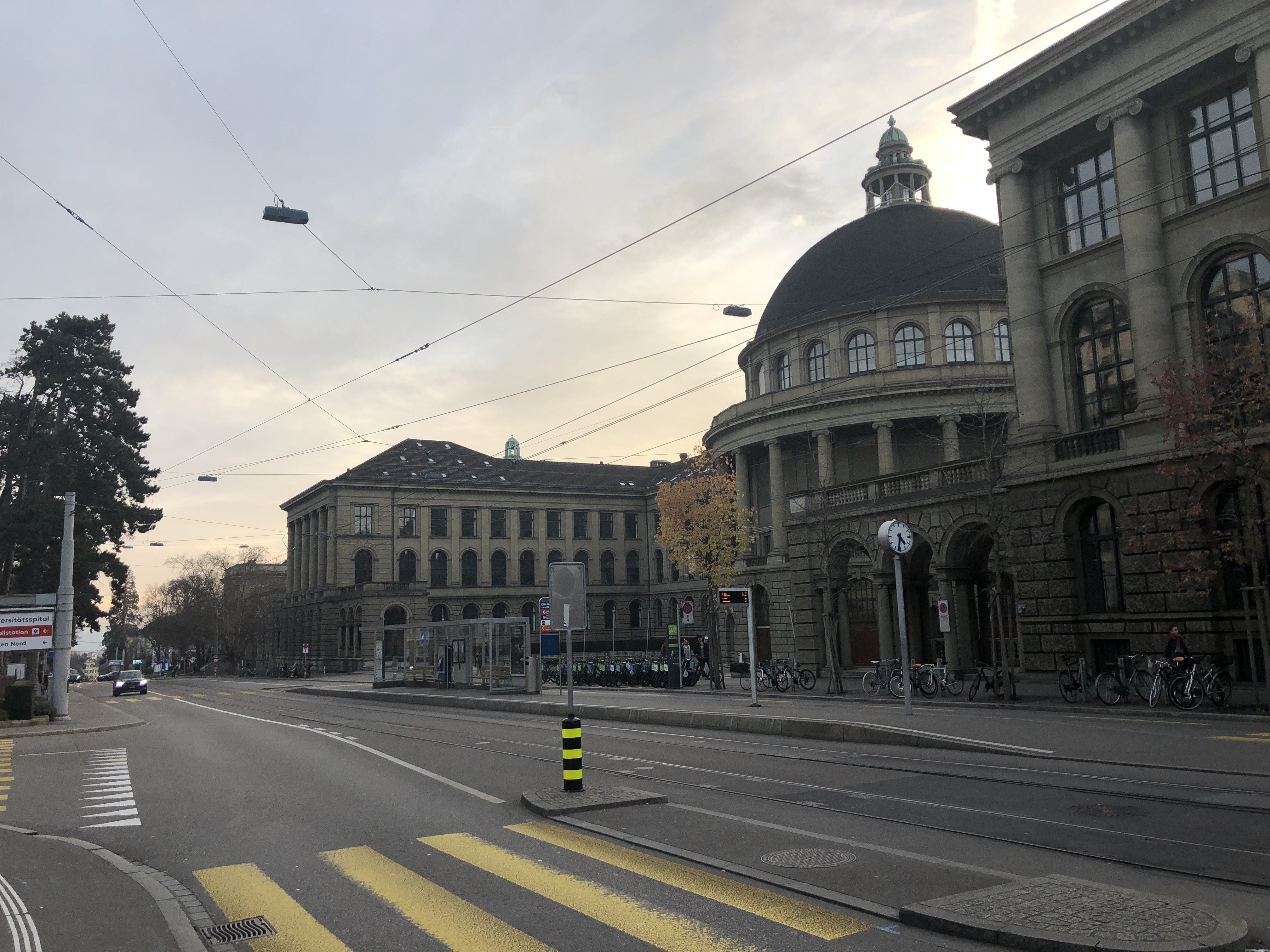
ETH an der Rämistrasse

Entlang der Rämistrasse stehen wichtige Bauten des öffentlichen Lebens. Ein prägender und mächtiger Bau war die 1842 errichtete Alte Kantonsschule in der Kurve über dem Wolfbach mit Parkanlagen. Nachdem dort lange die Kantonale Maturitätsschule für Erwachsene untergebracht war, dient der Bau heute der Universität. Zur gleichen Zeit entstanden weitere öffentliche Gebäude an der Strasse.
Ebenfalls im Jahr 1842 wurde das Universitätsspital am oberen Ende der Rämistrasse eröffnet. Ihm gegenüber wurde 1858 mit dem Errichtung eines Gebäudes für die Eidgenössische Technische Hochschule begonnen, das 1864 eröffnet wurde. Darin war anfangs auch die Universität untergebracht, die 1914 ihr eigenes Hauptgebäude, südlich anschliessend an der Rämistrasse, eröffnete. Weitere Bauten im Hochschulquartier entlang der Rämistrasse sind ein Universitätsgebäude aus dem Jahr 1908, das in seinem Innenhof die Bibliothek der Rechtswissenschaftlichen Fakultät beherbergt, und die Archäologische Sammlung.
Beim Heimplatz stehen das Kunsthaus und das Schauspielhaus im Pfauenkomplex. Oberhalb vom Heimplatz liegt auf der rechten Seite hinter einigen Stadtvillen die Kantonsschule Rämibühl.

## Verkehr

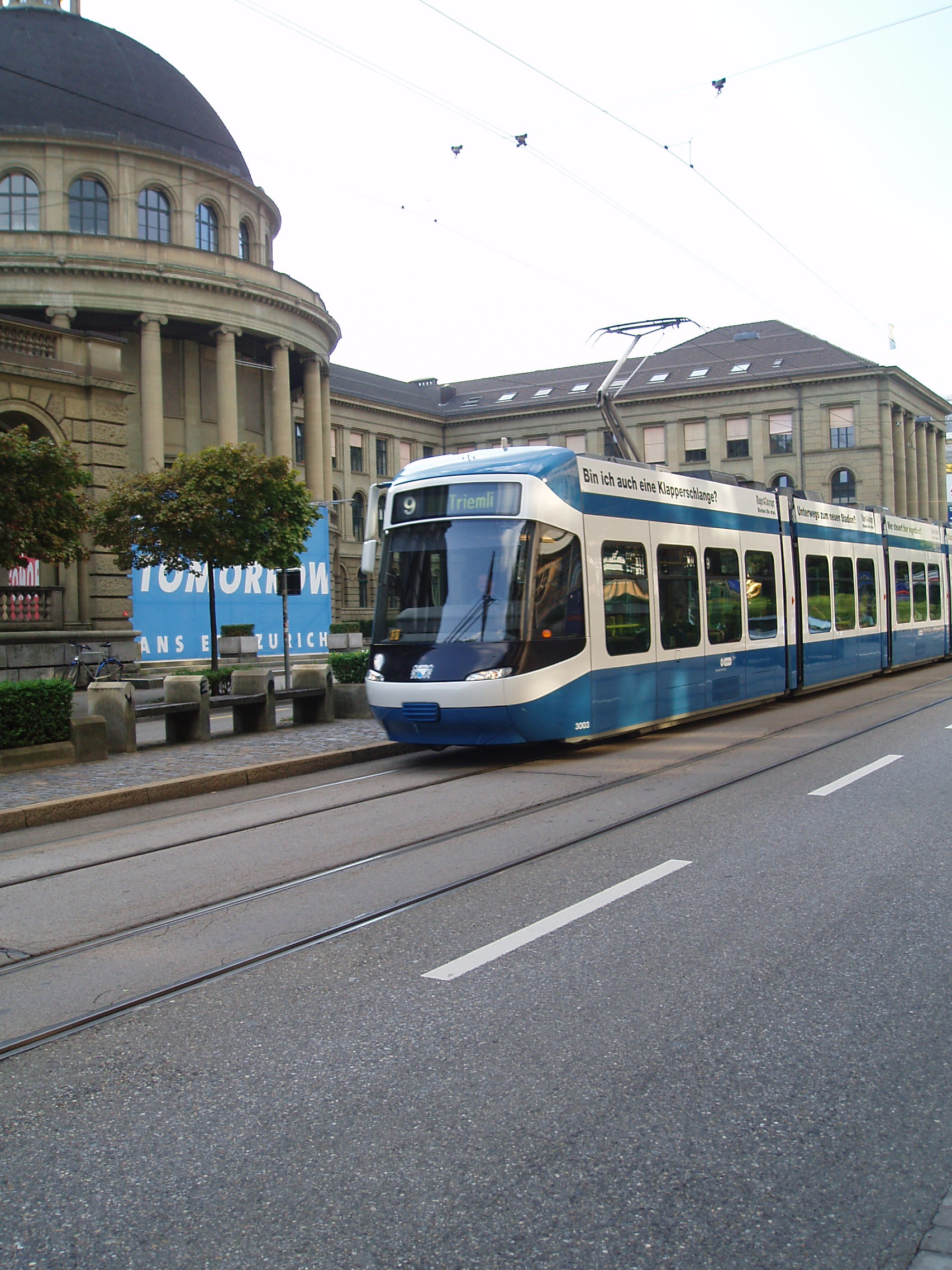
Tram in der Rämistrasse vor dem ETH-Hauptgebäude

Die Rämistrasse ist eine bedeutende Achse in Zürich, die den Verkehr süd- und ostseitig um die Altstadt führt. Mit ihrem Beginn am Verkehrsknotenpunkt Bellevue dient sie auch als Ausfallachse vom Zentrum in östliche Stadtteile. Die Strasse ist Teil der Hauptstrasse 17, der Verbindung der Gebiete im Norden der Stadt zum rechten Zürichseeufer. Zudem ist sie Teil der Achse Rämi-, Universitäts- und Winterthurerstrasse, die nach Winterthur führt. In ihrer Verlängerung im Südwesten erschliessen Quaibrücke und General-Guisan-Quai den Südwesten der Stadt.
In der Rämistrasse verkehrt über die ganze Länge die Strassenbahnlinie 9. Die Linie 5 führt vom Bellevue bis zur Abzweigung in die Gloriastrasse, die Linie 6 von der Tannenstrasse ebenfalls bis zur Abzweigung in die Gloriastrasse.